# Atherimorpha agathae
Atherimorpha agathae är en tvåvingeart som beskrevs av Paramonov 1962. Atherimorpha agathae ingår i släktet Atherimorpha och familjen snäppflugor. Inga underarter finns listade i Catalogue of Life.